# Doaresjávrre (Arjeplogs socken, Lappland, 740747-157723)
Doaresjávrre, enligt tidigare ortografi Tåresjaure, är en sjö som ligger både i Arjeplogs kommun och Jokkmokks kommun i Lappland och ingår i Luleälvens huvudavrinningsområde. Sjön har en area på 0,427 kvadratkilometer och ligger 752 meter över havet.

## Delavrinningsområde
Doaresjávrre ingår i det delavrinningsområde (740860-157709) som SMHI kallar för Inloppet i Parkajaure. Medelhöjden är 735 meter över havet och ytan är 7,81 kvadratkilometer. Räknas de 2 avrinningsområdena uppströms in blir den ackumulerade arean 27,17 kvadratkilometer. Bárkájåhkå som avvattnar avrinningsområdet har biflödesordning 3, vilket innebär att vattnet flödar genom totalt 3 vattendrag (Pärlälven, Lilla Luleälven, Lule älv) innan det når havet efter 316 kilometer. Avrinningsområdet består mestadels av skog (18 procent) och kalfjäll (74 procent). Avrinningsområdet har 0,61 kvadratkilometer vattenytor vilket ger det en sjöprocent på 7,8 procent.